# Les Cœurs verts
Pour plus de détails, voir Fiche technique et Distribution.
Les Cœurs verts est un film français réalisé par Édouard Luntz, sorti en 1966.

## Synopsis
À Nanterre, une bande de jeunes « blousons noirs » désœuvrés et incompris de la société « comme il faut », petits larcins, drague, jeux encore enfantins, fuit devant la police. Deux destins parallèles, Zim et Jean-Pierre, à leur sortie de prison, ils retrouvent leur famille et la bande. Ils tentent de se reconstruire une vie « normale » avec plus ou moins de réussite.

## Fiche technique
- Titre : Les Cœurs verts
- Réalisation : Édouard Luntz
- Assistant : Jacques Sansoulh
- Scénario : Édouard Luntz
- Photographie : Jean Badal
- Musique : Serge Gainsbourg, Henri Renaud, Jean-Louis Chautemps[1], Bernard Vitet, Guy Pedersen, Daniel Humair
- Montage : Colette Kouchner et Suzanne Sandberg
- Son: René Longuet, Antoine Bonfanti
- Pays d'origine :  France
- Producteur : Raoul Ploquin
- Sociétés de production : Les Films Raoul Ploquin - Sodor Films
- Distribution (1966) : CFDC
- Durée : 90 minutes
- Tournage: du 6 septembre au 23 octobre 1965 à Nanterre et à Romainville.
- Matériel technique: Mitchell mark II, son Nagra, pellicule Kodak noir et blanc double X et tri X
- Laboratoire d'origine : G.T.C.
- Numéro de visa: 30889
- Date de sortie France : 30 novembre 1966 au Racine à Paris
- Restauration et numérisation en 2016, avec le soutien du dispositif d'aide à la restauration et à la numérisation des films de patrimoine du CNC par le producteur René Chateau.

## Distribution
- Gérard Zimmermann : Zim
- Éric Penet : Jean-Pierre
- Françoise Bonneau : Patricia
- Maryse Maire : Jacqueline
- Arlette Thomas : la mère de Jean-Pierre
- Jacques Préboist : le beau-père de Jean-Pierre
- Henri Bessière
- Eliot Stein
- Serge Rajfus
- Serge Lemkine
- François Dyrek
- Jean Dumontet
- Michel Fedoroff
- Nat Lilienstein
- Michel Puterflam
- Jean Eustache (qui retient Eric Penet à 1 min 32 s, non crédité)

## Autour du film
Tourné dans les lieux de la « zone » de l'Ouest parisien, le film montre ce moment de transition vers la modernité des années 1970. On aperçoit la Tour Initiale et le CNIT en construction, alors que La Défense de Paris, célèbre statue de Louis-Ernest Barrias qui donnera son nom au quartier, est encore à sa place d'origine au milieu des travaux. 
Un des thèmes musicaux du film 
composé par Serge Gainsbourg 
deviendra la musique du mythique 
duo « Je t'aime... Moi non plus » 
et de ses versions instrumentales
dans le film éponyme.

## Accueil critique
« Imaginez un cinéaste dont la poésie rappellerait les plus belles pages de Jean Genet (celles de Notre-Dame-des-Fleurs ou de Querelle de Brest), et une intelligence des phénomènes sociaux proche d’un Edgar Morin, visité par le rêve et la grâce… Imaginez un cinéaste qui rompt avec la sempiternelle tradition bourgeoise, qui va chercher plus loin que le bout de son nez, sans se piquer d’intellectualisme, sans se croire investi d’un œil de moraliste ou de père de patronage. Ce cinéaste qui sait camper, décrire et faire vivre des êtres qui ne sont pas tout d’une pièce, des âmes  inquiètes, romantiques et amères, des corps qui ressentent simultanément une série de désirs contradictoires, s’appelle Edouard Luntz. […] En un mot, Les Cœurs verts donne au jeune cinéma français une dimension qui lui manquait : celle du reportage poétique, à partir d’une réalité traitée jusqu’ici par des esprits plats, bien-pensants. Pour la première fois, on saisit ce que signifient la déroute et l’angoisse, et que la violence et la brutalité peuvent naître du désarroi. »

— Henry Chapier, Combat, 2 décembre 1966

## Prix
- Grand prix du jeune cinéma, Hyères
- Prix de la critique, Berlin
- Prix de l'Académie française